# ジョージタウン (セントビンセント・グレナディーン)
ジョージタウン（Georgetown）はセントビンセント・グレナディーン、シャーロット教区の町。セントビンセント島東部のカリブ海に面した町で、シャーロット教区の中央部に位置する。
山がちなウィンドワード海岸（東海岸）では比較的広い平面部に形成されており、小学校、高校や様々な宗派の教会が所在する。ただし近辺に港・空港はないため、アクセスはウィンドワード・ハイウェイ（東海岸通り）のみとなる。
国勢調査区域としてのジョージタウン区の面積は57.5平方キロメートル、人口は7,089人（2017年推計）。面積はシャトーブレール区に次いで大きい。